# Orchidophilus
Orchidophilus är ett släkte av skalbaggar som beskrevs av Buchanan 1935. Orchidophilus ingår i familjen vivlar.
Kladogram enligt Catalogue of Life och Dyntaxa:
| Orchidophilus | \| \| Orchidophilus aterrimus \| \| \| \| \| \| Orchidophilus peregrinator \| \| \| \| |
|               | \| \| Orchidophilus aterrimus \| \| \| \| \| \| Orchidophilus peregrinator \| \| \| \| |
|               | Orchidophilus aterrimus                                                                |
|               |                                                                                        |
|               | Orchidophilus peregrinator                                                             |
|               |                                                                                        |